# Ola Gjeilo
Ola Gjeilo (Skui, Noruega, 5 de mayo de 1978) es un compositor y pianista noruego que reside en Estados Unidos.
Escribe música coral y ha compuesto obras para piano y bandas sinfónicas. Publica con Walton Music, Edition Peters y Boosey and Hawkes.

## Biografía
Ola Gjeilo nació el 5 de mayo de 1978 en Skui (Noruega). Es hijo de Inge y Anne-May Gjeilo. Empezó a tocar el piano y componer cuando tenía cinco años y aprendió a leer música a la edad de siete. Gjeilo estudió composición clásica con Wolfgang Plagge Cursó estudios universitarios en la Academia Noruega de Música (Norwegian Academy of Music) de 1999 a 2001, se trasladó a la Escuela Juilliad (Juilliard School) en  2001, y estudió en el Royal College of Music de  Londres de 2002 a 2004 para obtener una diplomatura en composición. Del 2004 al 2006 continuó su educación en Juilliard donde también obtuvo un Master en composición en 2006. De 2009 a 2010, Gjeilo fue compositor residente para la Coral de Fénix (Phoenix Chorale).
Actualmente reside en Manhattan y trabaja como compositor independiente. También es compositor residente de Voces8.

## Principales composiciones
- Northern Ligths para coro.
- Sunrise Mass, orquestada para cuerdas y coro.[6]
- Dreamweaver, para coro, piano y orquesta de cuerda. El texto está sacado de una balada popular medieval de Noruega, Draumkvedet, traducida al inglés por Charles Anthony Silvestri, uno de sus colaboradores habituales.[7]
- The River, para coro, piano y cuarteto de cuerda. Compuesto en 2016 para la Brock Commission, de la Asociación de Directores de Coral Americanos (American Choral Directors Association) que premia así «a un reconocido compositor para que escriba una composición coral en un esfuerzo por perpetuar el repertorio coral de calidad».[8][9]

## Discografía
Nota: Piano interpretado por Ola Gjeilo en todos los álbumes.
Coral:
- Winter Songs (Decca Classics, 2017) (con Choir of Royal Holloway y12 corales más)[10]
- Ola Gjeilo (Decca Classics, 2016) (con Voces8, Tenebrae, y Chamber Orchestra of London)[11]
- Northern Lights (Chandos, 2012) (con Phoenix Chorale)
- Dark Night of the Soul (Walton Music, 2010) (con  Phoenix Chorale)

Piano:
- Night (Decca, 2020)[12]
- Piano Improvisations (2L, 2012)[13]
- Stone Rose (2L, 2007)[14]